# Władysław Borowski (ksiądz)
Władysław Borowski CRL (ur. 13 lutego 1916 w Wyrach, zm. 20 września 1998 w Krakowie) – polski ksiądz katolicki, kanonik regularny laterański, biblista, tłumacz Pisma Świętego.

## Życiorys
Do zakonu wstąpił w 1938, śluby zakonne złożył w 1939, święcenia kapłańskie przyjął 18 maja 1944, następnie został skierowany do parafii Bożego Ciała w Krakowie. W latach 1945–1947 pracował w Gietrzwałdzie, od 1947 ponownie mieszkał w Krakowie i pracował w parafii Bożego Ciała, równocześnie studiował na Katolickim Uniwersytecie Lubelskim i w 1957 obronił tam pracę doktorską pt. Ks. Jakub Wujek jako komentator Ewangelii kanonicznych na tle egzegezy XVI wieku napisaną pod kierunkiem Eugeniusza Dąbrowskiego. W latach 1957–1961 był wykładowcą Wyższego Seminarium Duchownego "Hosianum" w Olsztynie, od 1961 do 1966 przebywał zagranicą, w Niemczech i Austrii, Rzymie (gdzie w latach 1963-1965 studiował w Papieskim Instytucie Biblijnym i obronił tam licencjat) i Anglii. Od 1966 ponownie mieszkał w Polsce, aż do śmierci przebywał w klasztorze krakowskim (z przerwą w latach 1976-1982, kiedy to mieszkał w Kamieniu).
Dla Biblii Tysiąclecia przetłumaczył Księgę Powtórzonego Prawa, Księgę Hioba, Księgę Przysłów i Lamentacje Jeremiasza. W 1983 opublikował książkę Psalmy. Komentarz biblijno-ascetyczny